# Орлиное (Надтеречный район)
Орлиное — бывшее село, ныне удалённая территория села Комарово в Надтеречном районе Чеченской Республики.

## География
Орлиное находится в 5,5 км восточнее села Комарово.

## Официальный статус
На 1 января 1990 года Орлиное имело статус села. В реестре населённых пунктов Чеченской Республики по состоянию на 2020 год сведения о нём отсутствуют.
В базе данных КЛАДР от 22 мая 2020 года населённый пункт с. Орлиное в Надтеречном районе Чечни помечен как несуществующий (код 2000700001499). При этом в составе Комарово значится территория «с. Орлиное» с кодом 20007000013001300.
В некоторых современных официальных источниках Орлиное упоминается как село, в других — как хутор.

## Население
В 1990 году в Орлином проживало 150 человек.

## Галерея
- Техника в селе
- Главная улица
- Внутреннее убранство
- Подготовка к зиме